# Abby Brammell
Abby Brammell (* 19. März 1979 in Kentucky) ist eine US-amerikanische Schauspielerin.

## Karriere
Abby Brammel hatte Rollen in zahlreichen Fernsehserien wie zum Beispiel CSI: Den Tätern auf der Spur, Six Feet Under, The Mentalist oder Navy CIS. 2004 spielte sie im Fernsehfilm Mein neues Leben – neben Bryan Brown und Christine Lahti – die Rolle der Mindy.

## Filmografie (Auswahl)
- 2002: Glory Days (Fernsehserie, Episode 1x06)
- 2002: Fastlane (Fernsehserie, Episode 1x02)
- 2002: Push, Nevada (Fernsehserie, 4 Episoden)
- 2002, 2011: CSI: Den Tätern auf der Spur (CSI: Crime Scene Investigation, Fernsehserie, 2 Episoden)
- 2003: Birds of Prey (Fernsehserie, Episode 1x10)
- 2004: Sawtooth
- 2004: The Last Run
- 2004: Mein neues Leben (Revenge of the Middle-Aged Woman, Fernsehfilm)
- 2004: Star Trek: Enterprise (Fernsehserie, 3 Episoden)
- 2005: The Shield – Gesetz der Gewalt (The Shield, Fernsehserie, 4 Episoden)
- 2005: Six Feet Under – Gestorben wird immer (Six Feet Under, Fernsehserie, 4 Episoden)
- 2005: Crossing Jordan – Pathologin mit Profil (Crossing Jordan, Fernsehserie, Episode 5x04)
- 2006–2009: The Unit – Eine Frage der Ehre (The Unit, Fernsehserie, 69 Episoden)
- 2009: Like Dandelion Dust
- 2009: The Mentalist (Fernsehserie, Episode 2x04)
- 2009: Medium – Nichts bleibt verborgen (Medium, Fernsehserie, Episode 6x05)
- 2009: Lie to Me (Fernsehserie, Episode 2x09)
- 2010: Castle (Fernsehserie, Episode 2x21)
- 2010: Navy CIS (NCIS, Fernsehserie, Episode 8x03)
- 2011: Chase (Fernsehserie, Episode 1x15)
- 2011: L!fe Happens
- 2011: Criminal Minds (Fernsehserie, Episode 7x10)
- 2012: Playdate (Fernsehfilm)
- 2018–2021: 9-1-1: Notruf L.A. (9-1-1, Fernsehserie, 6 Episoden)
- 2019: S.W.A.T. (Fernsehserie, Episode 2x22)
- 2020: JL Family Ranch: The Wedding Gift (Fernsehfilm)
- 2020: Bosch (Fernsehserie, 9 Episoden)
- 2023: Found (Fernsehserie, Episode 1x11)
- 2024: On Call (Fernsehserie, Episode 1x06)